# フルキャスト (人材派遣会社)
株式会社フルキャスト（英文表記：FULLCAST CO,.LTD.）は、東京都品川区に本社を持つ労働者派遣事業者。フルキャストホールディングスの完全子会社。
元は、オフィス業務の派遣を主とする企業であるが、2008年10月にフルキャスト（現・フルキャストホールディングス）から事業を譲受したため、総合派遣業に転換した。

## 概要
1998年7月に事業開始。2008年10月1日 株式会社フルキャストホールディングスより事業を譲受し、株式会社フルキャストに改称。本社を、フルキャストホールディングス本社所在地に移転し、従前の本社はオフィスサポート事業部の本部となった。
主取引行は、三菱東京UFJ銀行渋谷中央支店・三井住友銀行渋谷駅前支店・同行五反田支店としている。

### 経営体制の移行に伴う合理化
2008年10月10日より、旧フルキャスト（現・フルキャストホールディングス）から引き継いだ部門については、1ヶ月間の業務停止命令が下されている。これは、2007年8月の旧フルキャストの業務停止命令施行期間中に、新規の派遣業務を行っていたことに対する処置。従前からのフルキャスト社を引き継ぐ部門である、「オフィスサポート事業部」については、この命令が適用されていないため、従前通りの業務が行われていた。
2010年末から2011年中頃にかけて、社会保険加入者以外を対象とした給与の日払い制（振込の場合は週払い）を月払い振込へ変更することや、従来の支店そのものを登録専門拠点（「登録センター」と呼称）に特化した上で、営業機能を一部地域で集約するなどの合理化を推し進めている。
さらに、2011年9月26日より、050IP電話番号によるコールセンターを設け、登録済みキャストと支店との電話のやり取りを、仕事の紹介・案内に特化し、社会保険関連や、給与明細・源泉徴収票発行などの税務関係・証明書関係は、コールセンターが担当するという分業体制とした。
そして、登録者が利用する「キャストシティ」についても、給与の月払い制になったことなど、勤務システムの変更などによって従来のシステムでは対応しきれなくなった部分も出てきたとして、2012年5月16日以降の勤務にかかわる部分については、2012年5月15日の13:00以降を目処に新たに「キャストポータル」を開設し、勤務希望や勤怠報告をより詳細にする体制にすることを明らかにしている。これにより、web上で完結する部分が「キャストシティ」よりも拡張するとしている。

## 沿革
- 1976年（昭和51年）4月1日 - 設立日
- 1997年（平成9年）10月 - 有限会社フルキャストレディを設立
- 1998年（平成10年）7月 - 株式会社ヒューマン・リソーセス総合研究所として設立。事業開始（現在の法人格上の設立日）
- 1999年（平成11年）
  - 1月 - 有限会社フルキャストレディが一般労働者派遣業の許可取得
  - 10月 - 有限会社フルキャストレディが株式会社に改組。これに伴い、株式会社フルキャストレディに改称。
- 2000年（平成12年）3月 - フルキャスト人事コンサルティング株式会社を設立、翌月に株式会社フルキャストウィズ（後のフルキャストテクノロジー。現・夢テクノロジー）の人事コンサルティング事業部の譲受を受け、事業開始
- 2002年（平成14年）10月 - 株式会社フルキャストレディの営業の一部を吸収分割により株式会社フルキャスト（現・フルキャストホールディングス）へ譲渡。その上で、フルキャストレディはオフィス系短期業務請負・派遣に特化し、株式会社フルキャストオフィスサポートに改称
- 2003年（平成15年）
  - 1月 - フルキャスト人事コンサルティング株式会社が株式会社フルキャストオフィスサポートに吸収合併される
  - 1月 - 株式会社フルキャストオフィスサポートが職業紹介事業の許可取得
- 2005年（平成17年）
  - 3月 - 株式会社ヒューマン・リソーセス総合研究所が株式譲受により株式会社フルキャスト（現・フルキャストホールディングス）の連結子会社化
  - 10月 - 株式会社ヒューマン・リソーセス総合研究所が株式会社フルキャストオフィスサポートを吸収合併し、株式会社フルキャストHR総研に改称
- 2008年（平成20年）10月1日 - 株式会社フルキャストHR総研から、株式会社フルキャストに社名変更し、フルキャストホールディングスから事業を譲受。本社を、港区赤坂の日交山王ビル2Fより、渋谷区東の渋谷プロパティー東急ビル12Fへ移転（登記上の本店は、渋谷区桜丘町のフルキャストBLD.に変更）。譲受した事業は「スポット事業部」、従来の事業は「オフィスサポート事業部」がそれぞれ担当部署となった。
- 2010年（平成22年）
  - 6月28日 - 本社を、渋谷区東の渋谷プロパティー東急ビル2Fより、品川区西五反田のポーラ第3五反田ビル12Fに移転（登記上・定款上の本店は、従来どおり）
  - 12月22日 - 登記上・定款上の本店を、渋谷区桜丘町より、品川区西五反田の本社所在地に変更